# Pošćenje
Pošćenje är en ort i Montenegro. Den ligger i den centrala delen av landet, 60 km norr om huvudstaden Podgorica. Pošćenje ligger 1 052 meter över havet och antalet invånare är 159.
Terrängen runt Pošćenje är huvudsakligen kuperad. Pošćenje ligger nere i en dal. Runt Pošćenje är det ganska glesbefolkat, med 48 invånare per kvadratkilometer. Närmaste större samhälle är Petnjica, 1,2 km nordost om Pošćenje. Omgivningarna runt Pošćenje är en mosaik av jordbruksmark och naturlig växtlighet.